# Poecilaemula eutypa
Paecilaema eutypa is een hooiwagen uit de familie Cosmetidae. De originele naamcombinatie (protoniem) was Meterginoides eutypa Chamberlin, 1925. Een volgende naamrecombinatie werd gepubliceerd als Paecilaemella eutypa (Chamberlin, 1925) in Goodnight & Goodnight 1947. Een volgende naamrecombinatie werd gepubliceerd als Paecilaema eutypa (Chamberlin, 1925) in Goodnight & Goodnight 1953, maar vervolgens gewijzigd als Paecilaema eutypum (Chamberlin, 1925) in Kury & Alonso-Zarazaga 2011. Recenter, een volgende naamrecombinatie werd gepubliceerd als Poecilaemula eutypa (Chamberlin, 1925) in Medrano, Kury, Martins, & Proud, 2024. Vanaf dat moment, de geldige combinatie is Poecilaemula eutypa (Chamberlin, 1925).